# Palais de Saint-Michel et Saint-Georges
Le palais de Saint-Michel et Saint-Georges (en anglais : Palace of St. Michael and St. George) est un palais situé dans la ville de Corfou, en Grèce.
Il a été construit par Thomas Maitland, alors haut-commissaire des îles Ioniennes.
Il a servi à l'ordre de Saint-Michel et Saint-Georges et, un temps, de résidence royale grecque. Il abrite depuis 1927 le musée d'art asiatique de Corfou. 